# 激突!若大将
『激突!若大将』（げきとつ わかだいしょう）は、1976年5月29日に東宝系で公開された日本映画。東宝映画作品。カラー。シネマスコープ。88分。
キャッチコピーは「キャンパスを走れ！恋のシュートを叩き込め！新・若大将シリーズ第2弾！」。

## 概要
『がんばれ!若大将』に続く草刈正雄主演作品『新・若大将』の第2作で、若大将シリーズ全体では通算第19作となる作品。本作では、登場スポーツがシリーズ初のアイスホッケーになった。ロケ地は軽井沢と北海道。
出演者の大半は前作からの継続出演者であるが、本作ではいけだももこに替わって映画初出演の坂口良子がヒロインを務めている。坂口は、後に公開された『帰ってきた若大将』でもヒロインを演じている。
なお、藤本真澄による若大将シリーズのプロデュースはこれが最後となった。また、シリーズのシネスコ作品も本作が最後である。

## スタッフ
- 製作：藤本真澄、田波靖男
- 脚本：田波靖男
- 監督：小谷承靖
- 撮影：上田正治
- 音楽：広瀬健次郎
- 美術：村木忍
- 録音：矢野口文雄
- 照明：佐藤幸次郎
- スチル：中野孝
- 編集：池田美千子
- 助監督：岡田文亮

## 出演者
- 梅野正三（若大将）：草刈正雄
- 梅野長太郎：フランキー堺
- 梅野志津子：関根恵子
- 谷村鮎子（ヒロイン）：坂口良子
- 井戸山英介（青大将）：湯原昌幸
- 佐伯良夫（「梅長」の従業員）：大門正明
- 杉村（アイスホッケー部マネージャー）：丹波義隆
- はな：賀原夏子
- 千吉：小島三児
- 山川たまき（レコード会社ディレクター）：范文雀
- 明代：加茂さくら
- 和子：長谷直美
- 丸山：藤木悠
- 昌江：愛田純
- 光子：本田みちこ
- 大岩：松崎真
- 石崎：石立和男

## 楽曲

### 主題歌
「ステーション」
作詞：うさみかつみ / 作曲：鈴木邦彦 / 歌：草刈正雄

### 挿入歌
「この愛にすべてを」
作詞：田波靖男 / 作曲：広瀬健次郎 / 歌：草刈正雄
「愛の詩をあなたに」
作詞・作曲：林哲司 / 歌：草刈正雄

## 同時上映
- スリランカの愛と別れ

## 映像ソフト
1998年、東宝ビデオから本作を収録したVHSビデオが発売された。2020年9月16日には『がんばれ!若大将』と共にDVD化された。